# Loutrópoli Thermís
Le dème de Loutrópoli Thermís, en grec moderne : Δήμος Λουτροπόλεως Θερμής, est un ancien dème de l'île de Lesbos, en Grèce. Il a existé entre 1999 et 2010. À l'entrée en vigueur de la réforme du gouvernement local de 2011, il fait partie du dème de Lesbos, dont il devient une unité municipale. Depuis 2019, il est rattaché au dème de Mytilène à la suite de la suppression du dème unique de Lesbos dans le cadre du programme Clisthène I.
Il était situé dans la partie orientale de l'île. Le siège du dème était la localité de Loutrópoli Thermís. Selon le recensement de 2001, l'ancien dème avait un total de 3 809 habitants et une superficie de 79,5 km2.